# Torus de gas

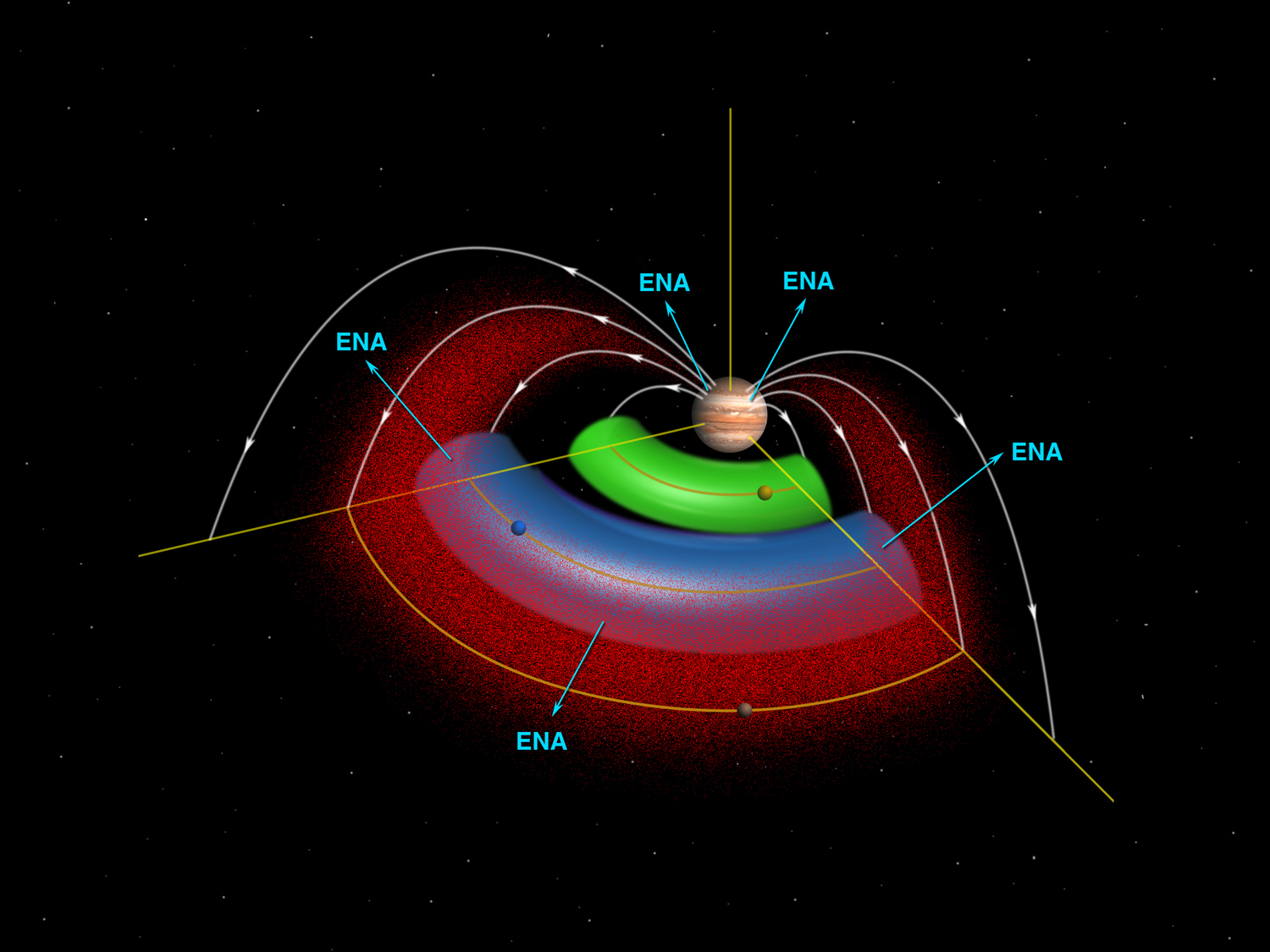
Torus de gas de Júpiter generats per Ió (verd) i Europa (blau)

Un torus de gas és un núvol de gas toroïdal de gas o plasma que envolta un planeta. Al sistema solar, acostumen a estar produïts per l'atmosfera del planeta juntament amb el camp magnètic. L'exemple més famós és el plasma de torus d'Io, produït per la ionització d'aproximadament una tona per segon d'oxigen i sulfur de la tènue atmosfera de la lluma volcànica de Júpiter, Io. Altres exemples són el satèl·lit de Saturn Encèlad.
Un torus de gas notable a la ficció és el de les novel·les de Larry Niven The Intebral Trees i The Smoke Ring, en què un gegant gasós en òrbita amb una estrella de neutrons genera un torus de gas amb una densitat suficient per permetre que la vida (incloent humans) hi pugui sobreviure. Tanmateix, no és massa possible al món real.